# A Child for Sale
A Child for Sale è un film muto del 1920 diretto da Ivan Abramson.
È uno dei primi film a mettere al centro il rapporto tra padre e figlio. Il piccolo Bobby Connelly era un attore bambino con già alle spalle una lunga carriera di successo. Morirà giovanissimo solo due anni dopo, per una malattia cardiaca.

## Trama
Charles Stoddard è un povero artista newyorkese che vive con la moglie e due bambini. Morta la moglie, l'uomo disperato per la mancanza di soldi si risolve a vendere uno dei propri pargoli ad una vedova benestante senza figli per la somma di 1000 dollari. Quando si rende conto di ciò che ha fatto, decide di non portare a termine l'affare. Attraverso una serie di colpi di scena, Stoddard ritrova la propria madre da cui era stato separato dal padre poco dopo la nascita in seguito a divorzio. La madre, risposatasi, aveva avuto una figlia, ora moglie del dottore che aveva curato il figlio ammalato di Stoddard. La famiglia può così felicemente ricomporsi.

## Produzione
Il film fu prodotto dalla Graphic Films Corporation.

## Distribuzione
Il film - presentato da Ivan Abramson - uscì nelle sale cinematografiche statunitensi nell'aprile 1920.